# Премия «Гойя» за лучший звук
Премия «Гойя» за лучший звук одна из наград на Кинопремии Гойя.
Лидерами по количестве статуэток являются Хильес Ортион — 8 статуэток, Альфонсо Пино — 6, Энрике Молинеро, Рикардо Стейнберг и Даниэль Гольдстейн —  3.

## Победители
| Год  | Звукорежиссёры                                                               | Название фильма         | Оригинальное название           |
| ---- | ---------------------------------------------------------------------------- | ----------------------- | ------------------------------- |
| 2014 | Чарли Шумклер Николя Де Пулпигу                                              | Ведьмы из Сугаррамурди  | Las brujas de Zugarramurdi      |
| 2013 | Петер Госсоп Марк Ортс Ориоль Тарраго                                        | Невозможное             | Lo imposible                    |
| 2012 | Маркос Де Оливейра Начо Ройо-Вильянова                                       | Нет мира для нечестивых | No habrá paz para los malvados  |
| 2011 | Урко Гарай Марк Ортс Джеймс Муньос                                           | Погребённый заживо      | Buried                          |
| 2010 | Серхиио Бурман Хайме Фернандес Карлос Фарауоло                               | Камера 211              | Celda 211                       |
| 2009 | Даниэль де Сайас Хорхе Марин Майте Ривьера                                   | Три дня                 | 3 días                          |
| 2008 | Ксавьер Мас Марк Ортс Ориоль Тарраго                                         | Приют                   | El orfanato                     |
| 2007 | Мигель Анхель Поло Мартин Эрнандес                                           | Лабиринт Фавна          | El laberinto del fauno          |
| 2006 | Карлос Бонмати Альфонсо Пино Пелайо Гутьеррес                                | Обаба                   | Obaba                           |
| 2005 | Рикардо Стейнберг Альфонсо Рапосо Хуан Ферро Мария Штейнберг                 | Море внутри             | Mar adentro                     |
| 2004 | Эва Валиньо Альфонсо Пино Пелайо Гутьеррес Хосе Креспо                       | Возьми мои глаза        | Te doy mis ojos                 |
| 2003 | Хильес Ортион Альфонсо Пино Пелайо Гутьеррес Хосе Винадер                    | Другая сторона постели  | El otro lado de la cama         |
| 2002 | Рикардо Стейнберг Тим Кавагин Альфонсо Рапосо Даниэль Гольдстейн             | Другие                  | Los otros                       |
| 2001 | Том Кэдли Марк Уайлдер Пьер Гаме Мартин Гаме Доминик Эннекен Мариса Эрнандес | Калье 54                | Calle 54                        |
| 2000 | Мигель Рехас Хосе Антонио Бермудес Карлос Гарридо                            | Всё о моей матери       | Todo sobre mi madre             |
| 1999 | Грегорио Рос Антонио Паниса                                                  | Танго                   | Tango                           |
| 1998 | Хильес Ортион Альфонсо Пино Бела Мария Да Коста                              | Секреты сердца          | Secretos del corazón            |
| 1997 | Даниэль Гольдстейн Рикардо Стейнберг Альфонсо Пино                           | Дипломная работа        | Tesis                           |
| 1996 | Мигель Рехас Хильес Ортион Хосе Антонио Бермудес Карлос Гарридо Рей Гильон   | День зверя              | El día de la bestia             |
| 1995 | Хильес Ортион Хосе Антонио Бермудес Карлос Гарридо Поло Гонсалес Аледо       | Худшие годы нашей жизни | Los peores años de nuestra vida |
| 1994 | Хильес Ортион Даниэль Гольдстейн Мануэль Кора Альберто Херена Энрике Кинтана | Все в тюрьме            | Todos a la cárcel               |
| 1993 | Хулио Рекеро Хильес Ортион Энрике Молинеро Хосе Антонио Бермудес             | Оркестр «Клуб Виргиния» | Orquesta Club Virginia          |
| 1992 | Хильес Ортион Рикард Касальс                                                 | Король изумленный       | El rey pasmado                  |
| 1991 | Хильес Ортион Альфонсо Пино                                                  | Ай, Кармела!            | ¡Ay, Carmela!                   |
| 1990 | Антонио Блох Франсеско Перамос Мануэль Кора                                  | Монтойя и Тарано        | Montoyas y Tarantos             |
| 1989 | Карлос Фаруоло Энрике Молинеро                                               | Берлинский блюз         | Berlín blues                    |
| 1988 | Мигель Анхель Поло Энрике Молинеро                                           | Божественные слова      | Divinas palabras                |
| 1987 | Бернардо Менс Энрике Молинеро                                                | Вертер                  | Werther                         |